# ブノワ・アスー＝エコト
ブノワ・アスー＝エコト（Benoît Assou-Ekotto, 1984年3月24日 - ）は、フランス・パ＝ド＝カレー県アラス出身のサッカー選手。ポジションは左サイドバック。ユニフォーム登録名はASSOU-EKOTTO。

## 経歴

### RCランス
2004年3月28日のパリ・サンジェルマンFC戦でプロデビュー。

### トッテナム・ホットスパー
ランスでの活躍を経て2006年夏、トッテナム・ホットスパーFCへ移籍。移籍金は350万ユーロ（約4.6億円）。入団当初は、膝の故障に悩まされ、同ポジションであった李榮杓の後塵を拝していた。しかし、李榮杓の退団とガレス・ベイルの不振も重なった2008-09シーズンからレギュラーを確保し、以前から指摘されていた守備面も改善された。2009-10シーズン初戦のリヴァプールFC戦でプロ初ゴールを決めた。豪快な左足でのシュートであった。ベイルのブレイク後もポジションを確保し（ベイルは左サイドハーフが主戦場となった）、近年のトッテナム躍進の立役者のひとりとなっていた。
2013-14シーズンよりクイーンズ・パーク・レンジャーズFCにレンタル移籍。

### 代表
生まれも育ちもフランスで、フランス代表入りを選択する事も出来たが、フランス代表にはパトリス・エヴラ、ガエル・クリシー、エリック・アビダルなどの実力者がおり、既に左サイドバックの層は埋まっていたため、両親の祖国であるカメルーン代表入りを選択。2009年2月11日のギニア戦でデビューを飾った。すぐさまレギュラーを確保し、2010 FIFAワールドカップのエントリーメンバーにも選出されたが、3戦全敗でグループリーグ敗退の屈辱となった。2014 FIFAワールドカップのエントリーメンバーにも選出されたが、クロアチア戦ではバンジャマン・ムカンジョに対し、頭突きを見舞う愚行を行い、退場処分は下されなかったものの、次戦のブラジル戦はスタメンから外され、チームも前回に引き続き3戦全敗でグループリーグ敗退の屈辱となった。

## 人物・プレースタイル
- 左サイドバックとして左サイドでプレイすることが大半である。サイドバックながらも、長短を織り交ぜたパスなどで創造的なプレーをする[1]。オーバーラップが頻繁な超攻撃的サイドバックで、クロスボールの精度も欧州随一との呼び声も高い。
- 地元新聞の連載コラムやロングインタビューにも積極的に取り組んでおり、独自のサッカー観や意見を述べている。スタジアムへは未だに地下鉄で通っており、また奇抜なヘアスタイルもホワイト・ハート・レーン近くの行きつけの理髪店で切っている。また、左右で違うスパイクを履いている事でも有名である[2]。
- 感情の起伏が激しいのが玉に瑕で、前述の2014 FIFAワールドカップでの愚行や、メディアに対し大胆な発言で話題を振りまくことがある。
- 兄のマテュー・アスー＝エコトもプロのサッカー選手であり、主にフランスやベルギーを拠点として活躍している。

## 所属クラブ
- RCランス 2004-2006
- トッテナム・ホットスパーFC 2006-2015

→ クイーンズ・パーク・レンジャーズFC 2013-2014 (loan)
- ASサンテティエンヌ 2015-2016
- FCメス 2016-

## 代表歴

### 出場大会
- カメルーン代表
  - 2010 FIFAワールドカップ
  - 2014 FIFAワールドカップ

### 試合数
- 国際Aマッチ 23試合 0得点（2009年-2014年）[3]

| カメルーン代表 | 国際Aマッチ | 国際Aマッチ |
| 年             | 出場        | 得点        |
| -------------- | ----------- | ----------- |
| 2009           | 5           | 0           |
| 2010           | 9           | 0           |
| 2011           | 1           | 0           |
| 2012           | 0           | 0           |
| 2013           | 3           | 0           |
| 2014           | 5           | 0           |
| 通算           | 23          | 0           |

## タイトル
クラブ
- トッテナム・ホットスパー
  - UEFAインタートトカップ 2005